# Бланк Яків Павлович
Яків Павлович Бланк (нар. 07(20) вересня 1903, м. Лібава, Курляндська губернія, нині Лієпая, Латвія — пом. 06 лютого 1988, Харків) — український математик, доктор фізико-математичних наук (1951), професор (1952).

## Життєпис
Закінчив Харківський інститут народної освіти в 1926 році. Ще під час навчання, з 1925 року почав викладати у Харківському технологічному інституті. З 1929 року працює науковим співробітником науково-дослідного інституту математики та механіки при цьому закладі. Там він пропрацював до 1941 року.
У 1930 році отримав звання доцента кафедри теоретичної механіки та математики. Водночас з 1932 року почав працювати на кафедрі геометрії Харківського університету. Тут він працює на посаді доцента з 1934 року, виконує обов'язки завідувача кафедри (1943–44, 1946–50, 1960–80 роках), з 1980 по 1984 працює на посаді професора, а з 1984 на посаді професора-консультанта.

## Науковий доробок
Яків Павлович Бланк отримав численні фундаментальні результати у багатьох розділах диференціальної та алгебраїчної геометрії. Серед них рівняння Пфаффа, теорія конгруенцій, теорія поверхонь переносу та їх узагальнення на неевклідові простори різних вимірів. Зокрема, він описав усі поверхні, які несуть континуум конічних сіток та поверхні з двома подвійними сітками Кьоніґса. Ним розв'язано проблему Енґеля про визначення поверхонь переносу відносно двох площин та задачу Софуса Лі про поверхні переносу.

## Праці
- Синцов Д. М., Я. П. Бланк, «Работы по неголомомной геометрии», «Вища школа», 1972, 292 стор.
- Я. П. Бланк, «Про Лієві квадрики в системі інтегральних кривих Пфаффового рівняння» // Зап. Харків. матем. т-ва та Укр. ін-ту матем. наук. Сер. 4. 1929. Т. 3 (співавт.)
- Я. П. Бланк. Решение проблемы Энгеля о поверхностях переноса (pdf) // Записки Научно-исследовательского института математики и механики и Харьковского математического общества. — 1948. — Т. 19. — С. 121–140. Архівовано з джерела 25 лютого 2019. Процитовано 25.02.2019.
- Я. П. Бланк. О поверхностях сдвига эллиптического пространства (pdf) // Записки Научно-исследовательского института математики и механики и Харьковского математического общества. — 1950. — Т. 20. — С. 61 – 76. Архівовано з джерела 26 лютого 2019. Процитовано 25.02.2019.
- Я. П. Бланк. Конические сети (pdf) // Записки математического отделения физико-математического факультета и Харьковского математического общества. — 1952. — Т. 23. — С. 113 – 141. Архівовано з джерела 25 лютого 2019. Процитовано 25.02.2019.
- Я. П. Бланк. К проблеме Н.Г. Чеботарева об обобщенных поверхностях переноса (pdf) // Записки математического отделения физико-математического факультета и Харьковского математического общества. — 1952. — Т. 23. — С. 103 – 112. Архівовано з джерела 26 лютого 2019. Процитовано 25.02.2019.
- Я. П. Бланк, Гордевский, Д.З., Погорелов, А.В. Геометрия в Харьковском университете (pdf) // Записки математического отделения физико-математического факультета и Харьковского математического общества. — 1956. — Т. 24. — С. 41 – 57. Архівовано з джерела 26 лютого 2019. Процитовано 25.02.2019.
- Я. П. Бланк. Аналог поверхностей переноса в геометрии Лобачевского (pdf) // Записки математического отделения физико-математического факультета и Харьковского математического общества. — 1957. — Т. 25. — С. 35 – 44. Архівовано з джерела 25 лютого 2019. Процитовано 25.02.2019.
- Я. П. Бланк. О конгруэнциях W (pdf) // Записки математического отделения физико-математического факультета и Харьковского математического общества. — 1957. — Т. 25. — С. 45 – 48. Архівовано з джерела 30 квітня 2018. Процитовано 25.02.2019.
- Я. П. Бланк. Об одном общем свойстве конгруэнций W (pdf) // Записки математического отделения физико-математического факультета и Харьковского математического общества. — 1960. — Т. 26. — С. 255 – 260. Архівовано з джерела 26 лютого 2019. Процитовано 25.02.2019.
- Я. П. Бланк, «О поверхностях, несущих {\displaystyle \infty ^{2}} конических сетей», Докл. АН СССР, 131:3 (1960), 482—484
- Я. П. Бланк, «О поверхностях переноса постоянной кривизны», Докл. АН СССР, 139:5 (1961), 1037—1039
- Я. П. Бланк, Л. Т. Моторный, «О поверхностях сдвига эллиптического пространства, несущих две сети сдвига», УМН, 19:1(115) (1964), 139—142
- Я. П. Бланк, Л. Т. Моторный, «К проблеме В. Бляшке о поверхностях квазипереноса», Докл. АН СССР, 160:6 (1965), 1235—1238
- Я. П. Бланк, «Об одном обобщении проблемы С. Ли о поверхностях переноса», Тр. Геом. семин., 3 (1971), 5–27
- Я. П. Бланк, «Поверхности переноса в неевклидовых пространствах», Итоги науки и техн. Сер. Проблемы геометрии, 8 (1977), 183—196 (Переклад: Ya. P. Blank, «Translation surfaces in non-Euclidean spaces», J. Soviet Math., 13:5 (1980), 652—660)